# Шеста пехотна бдинска дивизия
Шеста пехотна бдинска дивизия е българска военна част, просъществувала от 1892 до 1918 година.

## Формиране
Формирана на 1 януари 1892 г. във Враца в състав 3-ти бдински пехотен полк, 15-и ломски пехотен полк, 35-и врачански пехотен полк, 36-и козлодуйски пехотен полк, 51-ви и 52-ри пехотен полк, 2-ри и 19-и дивизионен артилерийски полк и 6-о дивизионно индентантство. 

## Балкански войни (1912 – 1913)
По време на Балканската война (1912 – 1913) дивизията е част от 3-та армия и има следното командване и състав:

### Командване и състав
Щаб на дивизията
- Началник на дивизията – генерал-майор Православ Тенев
- Началник на щаба на дивизията – от Генералния щаб, полковник Христо Морфов
- Дивизионен инженер – военен инженер, майор Васил Атанасов
- Дивизионен лекар – санитарен подполковник д-р Димитър Михов
- Дивизионен интендант – подполковник Стоян Маринов

Части
- Командир на 1-ва бригада – полковник Тодор Кантарджиев
  - Командир на 3-ти пехотен бдински полк – полковник Георги Тенев
  - Командир на 15-и пехотен ломски полк – полковник Теофан Хранов
- Командир на 2-ра бригада – полковник Христо Паков
  - Командир на 35-и пехотен врачански полк – подполковник Георги Бошнаков
  - Командир на 36-и пехотен козлодуйски полк – полковник Станчо Радойков
- Командир на 6-а пионерна дружина – майор Петко Иванов
- Командир на 2-ри с.с. артилерийски полк и началник на артилерията – полковник Димитър Русчев

По време на Лозенградската операция Шеста дивизия е пазена като резерв и само нейната Втора бригада се включва в най-критичния момент. В Люлебургазко-Бунархисарската операция е разположена на десния фланг на настъпващата Трета армия и още през първия ден на боевете завзема Люлебургаз. По-късно в хода на операцията осъществява важния пробив при село Сатъкьой. След Люлебургаз дивизията е прехвърлена към Първа българска армия (командващ генерал-лейтенант Васил Кутинчев). По време на Чаталджанската операция е разположена в централния участък на фронта, където трябва да се проведе спомагателен удар в хода на настъплението. През първия ден на операцията с големи трудности успява да завземе укреплението Отлуктабия, но на следващия ден е принудена да се оттегли.
През Междусъюзническата война (1913) война дивизията е в състава на Трета армия, а впоследствие извадена и дадена в разпореждане на главното командване. През август 1913 г. е демобилизирана.

## Първа световна война (1915 – 1918)
През Първата световна война (1915 – 1918) дивизията влиза в състава на 1-ва армия и има следното командване и състав:

### Командване и състав
Щаб на дивизията
- Началник на дивизията – От Генералния Щаб, генерал-майор Асен Пападопов (1915), генерал-майор Христо Попов (1915 – 1918)
- Началник на щаба на дивизията – От Генералния Щаб, подполковник Йосиф Разсуканов, От Генералния Щаб, подполковник Григор Преславски
- Дивизионен инженер и командир на 6-а пионерна дружина – военен инженер, подполковник Васил Атанасов
- Дивизионен лекар – санитарен полковник Христо Леонидов
- Дивизионен интендант – полковник Стефан Ненов
- Председател на Военно-полевия съд – майор Владимир Такев

Първа бригада
- Командир на бригадата – полковник Асен Николов
  - Командир на 3-ти пехотен бдински полк – полковник Белю Христов
  - Командир на 15-и пехотен ломски полк – полковник Атанас Вапцаров (1915 – 1916)

Втора бригада
- Командир на бригадата – полковник Христо Попов (1915 – 1916), полковник Атанас Вапцаров (от 1916)
- Началник на Щаба на бригадата – от Генералния щаб, майор Георги Миндов
  - Командир на 35-и пехотен врачански полк – От Генералния Щаб подполковник Васил Таслаков
  - Командир на 36-и пехотен козлодуйски полк – полковник Константин Гладичев

Трета бригада
- Командир на бригадата – полковник Стефан Тасев, полковник Петър Манев (от 1917)
  - Командир на 51-ви пехотен полк – подполковник Иван Попов
  - Командир на 52-ри пехотен полк – подполковник Атанас Петров

Шеста артилерийска бригада
- Командир на бригадата – полковник Христо Вълчев
  - Командир на 2-ри артилерийски полк – подполковник Трифон Пеев
  - Командир на 12-и артилерийски полк – подполковник Димитър Райчев
  - Командир на 3-ти видински тежък артилерийски полк – артилерийски инженер полковник Павел Павлов

Конница
- Командир на 2-ри конен полк – полковник Никола Брадинов

### Боен път
Шеста пехотна бдинска дивизия води боеве на Македонския фронт – Беласица, Баба планина, кота 1248 и Червената стена. Разформирана е през октомври 1918 г.

## Наименования
През годините дивизията носи различни имена според претърпените реорганизации:
- Втора пеша бригада (1883 – 1891)
- Шеста пехотна бдинска дивизия (1 януари 1892 – 1920)
- Шести пехотен бдински полк (1920 – 1938)
- Шеста пехотна бдинска дивизия (1938 – 1944)

## Началници
Званията са към датата на заемане на длъжността.
| №  | звание        | име              | дати                                 |
| -- | ------------- | ---------------- | ------------------------------------ |
| 1. | Полковник     | Василий Якимович | от 24 март 1883                      |
| ?  | Подполковник  | Стефан Любомски  | към 22 юни 1886                      |
| ?  | Майор         | Никола Бочев     | до 12 февруари 1891                  |
| ?  | Майор         | Георги Мечконев  | от 12 февруари 1891                  |
| ?  | Полковник     | Кръстю Маринов   | 1896                                 |
| ?  | Генерал-майор | Никола Бочев     | 1900 – 1901                          |
| ?  | Полковник     | Васил Кутинчев   | 31 декември 1903 – 1905              |
| ?  | Генерал-майор | Вичо Диков       | 1905 – 1907                          |
| ?  | Генерал-майор | Православ Тенев  | 1907 – 1914                          |
| ?  | Генерал-майор | Асен Пападопов   | 1914 – 1915                          |
| ?  | Генерал-майор | Христо Попов     | 1915 – 1918                          |
| ?  | Полковник     | Илия Атанасов    | 1927 -                               |
| ?  | Генерал-майор | Любомир Босилков | 1931 -                               |
| ?  | Полковник     | Васил Василев    | 1933 – 1934                          |
|    | Полковник     | Николай Кюркчиев | 1934 – 1936?                         |
|    | Полковник     | Борис Митев      | 1936 – 1939?                         |
|    | Полковник     | Петър Илинов     | 1939 – 1940                          |
|    | Полковник     | Иван Маринов     | 1 ноември 1940 – 12 юни 1942         |
|    | Полковник     | Никола Алексиев  | 1941                                 |
|    | Полковник     | Никола Боев      | 4 юни 1942 – 16 октомври 1943        |
|    | Полковник     | Рафаил Банов     | 16 октомври 1943 – 13 септември 1944 |
|    | Полковник     | Марко Марчев     | 14 септември 1944 – ?                |
|    | Генерал-майор | Михаил Захариев  | 1944 – 1945                          |
|    | Генерал-майор | Ангел Доцев      | 1945 – 1946                          |
|    | Полковник     | Иван Дяковски    | от 1946                              |